# The Documentary 2
"The Documentary 2" é o sexto álbum de estúdio do rapper estadunidense The Game. O edição padrão foi lançada em 9 de outubro de 2015, e a edição em disco duplo teve seu lançamento feito na semana seguinte, em 16 de outubro de 2015. Foi lançado através das editoras discográficas Blood Money Entertainment e eOne Music.
The Documentary 2 é a continuação do álbum de estréia de Game, The Documentary, lançado dez anos antes. O álbum tem participação especial de diversos artistas, entre eles estão Snoop Dogg, Kendrick Lamar, Ab-Soul, Dr. Dre, Drake, Kanye West, DeJ Loaf, will.i.am, entre outros.
The Documentary 2.5 tem participações de Nas, Busta Rhymes, E-40, Scarface, DJ Quik, Lil Wayne, Schoolboy Q, Jay Rock, YG, Problem, Skrillex entre outros.

## Performance comercial
The Documentary 2 estreou na segunda posição na Billboard 200, com 83,171 copias vendidas na primeira semana.

## Faixas
| N.º            | Título                                                             | Compositor(es)                                                                                                | Produtor                                            | Duração |  |
| 1.             | "Intro"                                                            | Jayceon Taylor                                                                                                |                                                     | 0:58    |  |
| 2.             | "On Me" (com a participação de Kendrick Lamar)                     | Taylor Kendrick Duckworth Uforo "Bongo The Drum Gahd" Ebong Erica Abi Wright                                  | Bongo 'The Drum Gahd'                               | 4:45    |  |
| 3.             | "Step Up" (com a participação de Dej Loaf & Sha Sha)               | Taylor Deja Trimble Ebong Keith Elam Christopher Martin Tupac Shakur Brandy Norwood Keith Crouch Kipper Jones | Bongo 'The Drum Gahd'                               | 2:47    |  |
| 4.             | "Don't Trip" (com a participação de Ice Cube, Dr. Dre & will.i.am) | Taylor O'Shea Jackson, Andre Young William Adams, Jr.                                                         | Dr. Dre will.i.am                                   | 4:59    |  |
| 5.             | "Standing on Ferraris" (com a participação de Puff Daddy)          | Taylor Sean Combs Orlando Tucker Christopher Wallace                                                          | Jahlil Beats                                        | 4:11    |  |
| 6.             | "Dollar and a Dream" (com a participação de Ab-Soul)               | Taylor Herbert Stevens IV Marcello Valenzano Andre Lyon Ray "IllaDaProducer" Fraser Kent Jones                | Cool & Dre IllaDaProducer Jones Just BonaFide (co.) | 5:52    |  |
| 7.             | "Made in America" (com a participação de Marcus Black)             | Taylor Marcus Black Ebong                                                                                     | Bongo 'The Drum Gahd'                               | 3:14    |  |
| 8.             | "Hashtag" (com a participação de Jelly Roll)                       | Taylor David "Jelly Roll" Drew Ebong                                                                          | Bongo 'The Drum Gahd'                               | 2:59    |  |
| 9.             | "Circles" (com a participação de Q-Tip, Eric Bellinger & Sha Sha)  | Taylor Eric Bellinger Johnathan Davis Ebong                                                                   | Bongo 'The Drum Gahd'                               | 4:11    |  |
| 10.            | "Uncle (Skit)"                                                     | Taylor |                                                     | 2:04    |  |
| 11.            | "Dedicated" (com a participação de Future & Sonyae)                | Taylor Nayvadius Wilburn Ebong                                                                                | Bongo 'The Drum Gahd'                               | 5:45    |  |
| 12.            | "Bitch You Ain't Shit"                                             | Taylor Scott Storch                                                                                           | Scott Storch                                        | 3:05    |  |
| 13.            | "Summertime" (com a participação de Jelly Roll)                    | Taylor Drew Michael L. Williams II                                                                            | Mike WiLL Made It                                   | 3:43    |  |
| 14.            | "Mula" (com a participação de Kanye West)                          | Taylor Kanye West Sevn Thomas Sarah Barthel Josh Carter                                                       | Thomas West                                         | 3:55    |  |
| 15.            | "The Documentary 2"                                                | Taylor Young Martin Jerry Goldsmith                                                                           | DJ Premier Dr. Dre                                  | 4:38    |  |
| 16.            | "New York, New York"                                               | Taylor Nicholas Warwar Tarik Azzouz                                                                           | StreetRunner Azzouz                                 | 2:21    |  |
| 17.            | "100" (com a participação de Drake)                                | Taylor Aubrey Graham Ronald LaTour                                                                            | Johnny Juliano Cardo                                | 5:34    |  |
| 18.            | "Just Another Day"                                                 | Taylor Ebong                                                                                                  | Bongo 'The Drum Gahd'                               | 3:50    |  |
| 19.            | "LA" (com a participação de Snoop Dogg, will.i.am & Fergie)        | Taylor Calvin Broadus, Jr. Adams, Jr. Stacy Ferguson                                                          | will.i.am                                           | 5:27    |  |
| Duração total: | Duração total:                                                     | Duração total:                                                                                                | Duração total:                                      | 73:18   |  |

Sample usados
- "On Me" usa samples da canção "On and On" performada por Erykah Badu.
- "Step Up" usa samples da canção "Step in the Arena" performada por Gang Starr, e vocais adicionais de "I Get Around" performada por Tupac Shakur.
- "Standing on Ferraris" usa samples da canção "Kick in the Door" performada por The Notorious B.I.G..
- "Mula" usa samples da canção "Fall in Love" performada por Phantogram.
- "100" usa samples da canção "Feel the Fire" performada por Peabo Bryson.
- "The Documentary 2" usa samples da canção "Rickard Escapes" performada por Jerry Goldsmith.
- "Just Another Day" usa samples da canção "Where I'm From" performada por The Game com a participação de Nate Dogg.
- "Bitch You Ain't Shit" usa samples da canção "Don't Say a Word" performada por Ellie Goulding
- "LA" usa samples da canção "Savoir Faire" performada por Chic.

## Desempenho nas paradas

### Gráficos semanais
| Paradas (2015)                          | Melhor posição |
| --------------------------------------- | -------------- |
| Alemanha (GfK Entertainment)            | 22             |
| Bélgica (Ultratop Flandres)             | 43             |
| Bélgica (Ultratop Valônia)              | 122            |
| Estados Unidos (Billboard 200)          | 2              |
| Estados Unidos (Top R&B/Hip Hop Albums) | 1              |
| França (SNEP)                           | 49             |
| Irlanda (IRMA)                          | 10             |
| Nova Zelândia (RMNZ)                    | 5              |
| Noruega (VG-lista)                      | 22             |
| Países Baixos (Dutch Charts)            | 39             |
| Suécia (Sverigetopplistan)              | 50             |
| Reino Unido (Official Albums Chart)     | 4              |
| Reino Unido (R&B Albums Chart)          | 2              |

## Histórico de lançamento
| País           | Data                  | Formato(s)          | Gravadora        |
| -------------- | --------------------- | ------------------- | ---------------- |
| Estados Unidos | 9 de outubro de 2015  | CD digital download | Blood Money eOne |
| Estados Unidos | 16 de outubro de 2015 | Disco duplo         | Blood Money eOne |